# كابوس شارع إيلم 4: سيد الحلم
كابوس شارع إيلم 4: سيد الحلم (بالإنجليزية: A Nightmare on Elm Street 4: The Dream Master)‏ هو فيلم تقطيع أمريكي من إخراج ريني هارلن وبطولة ليزا ويلكوكس، تيوزدي كينج، رودني إيستمان وروبرت إنجلوند، صدر الفيلم في 19 أغسطس 1988.

## روابط خارجية
- كابوس شارع إيلم 4: سيد الحلم على موقع IMDb (الإنجليزية)
- كابوس شارع إيلم 4: سيد الحلم على موقع ميتاكريتيك (الإنجليزية)
- كابوس شارع إيلم 4: سيد الحلم على موقع روتن توميتوز (الإنجليزية)
- كابوس شارع إيلم 4: سيد الحلم على موقع نتفليكس (الإنجليزية)
- كابوس شارع إيلم 4: سيد الحلم على موقع ألو سيني (الفرنسية)
- كابوس شارع إيلم 4: سيد الحلم على موقع Turner Classic Movies (الإنجليزية)
- كابوس شارع إيلم 4: سيد الحلم على موقع أول موفي (الإنجليزية)
- كابوس شارع إيلم 4: سيد الحلم على موقع بوكس أوفيس موجو (الإنجليزية)
- كابوس شارع إيلم 4: سيد الحلم على موقع فيلمافينيتي (الإسبانية)
- كابوس شارع إيلم 4: سيد الحلم على موقع قاعدة بيانات الأفلام السويدية (السويدية)